# مايكل لويس (لاعب كرة قدم أمريكية)
مايكل لويس (بالإنجليزية: Michael Lewis)‏ هو لاعب كرة قدم أمريكية أمريكي، ولد في 14 نوفمبر 1971 في نيو أورلينز في الولايات المتحدة.

## وصلات خارجية
- مايكل لويس على موقع مرجع كرة القدم المحترفة.كوم (الإنجليزية)